# Deutschland im Winter – Kanakistan
Deutschland im Winter – Kanakistan ist ein Kurzfilm aus dem Jahr 1997 von Feridun Zaimoğlu und Thomas Röschner. Die im deutschen Fernsehen als Beitrag der arte-Kultursendung Metropolis ausgestrahlte „Rap-Reportage“ erhielt den Civis-Fernsehpreis.
Zaimoğlu war Autor, Röscher Regisseur des Beitrags, Auftraggeber neben arte das Zweite Deutsche Fernsehen.

## Inhalt
Der kurze Film zeigt das winterliche Kiel aus authentisch anmutender Einwandererperspektive. Wie schon in Kanak Sprak – 24 Mißtöne vom Rande der Gesellschaft sind die zu dieser Zeit für den Autor typischen zu einer rhythmisierten Kunstsprache verdichteten migrantischen Äußerungen zu hören. Dargeboten werden sie von Zaimoğlu und der Kieler Rapformation Da Crime Posse, die zu dieser Zeit auch an der Hörspielbearbeitung von Kanak Sprak – 24 Mißtöne vom Rande der Gesellschaft mitarbeitete.

## Auszeichnung
Den damals noch „Hörfunk- und Fernsehpreis für Verständigung mit Ausländern“ benannten Civis erhielten Regisseur und Autor am 9. Dezember 1997 in Aachen. Für Zaimoğlu bedeutete die Auszeichnung die erste relevante in einer Reihe zahlreicher weiterer.

## Quelle
- Tom Cheesman (2002) Akçam - Zaimoğlu - 'Kanak Attak', In: Turkish Lives and Letters in German German Life and Letters, Volume 55 Issue 2 Page 180-195, April 2002